# Iseltal
Iseltal er en dal i Østrig. Den er en af hoveddalene i Østtyrol og gennemstrømmes af floden Isel.
Iseltal begynder ved Matrei in Osttirol, hvor de to dale Virgental og Tauerntal mødes. Derfra forløber Iseltal i sydvestlig retning til Huben, hvor Defereggental og Kalser Tal drejer af. Dernæst forløber dalen videre i sydøstlig retning, hvor Isel flyder gennem kommunerne St. Johann im Walde, Schlaiten, Ainet og Oberlienz. Ved Lienz munder Iseltal ud i Lienzer Becken.
46°54′50″N 12°36′36″Ø / 46.9139°N 12.61°Ø